# رویته (برایسگاو)
رویته (به آلمانی: Reute) یک شهر در آلمان است که در امندینگن واقع شده‌است.